# 奧帕洛卡站
奧帕洛卡站（英語：Opa-locka Station）是三鐵路在奧帕洛卡的一座通勤鐵路站。此車站提供泊車服務，停車場位於近阿里巴巴大道和雪赫拉莎德大道的交匯處的地方。此車站於1996年3月15日啟用，鄰近原奧帕洛卡海岸空中綫鐵路站。奧帕洛卡海岸空中綫鐵路站於1987年列入美國國家史蹟名錄。

## 相集

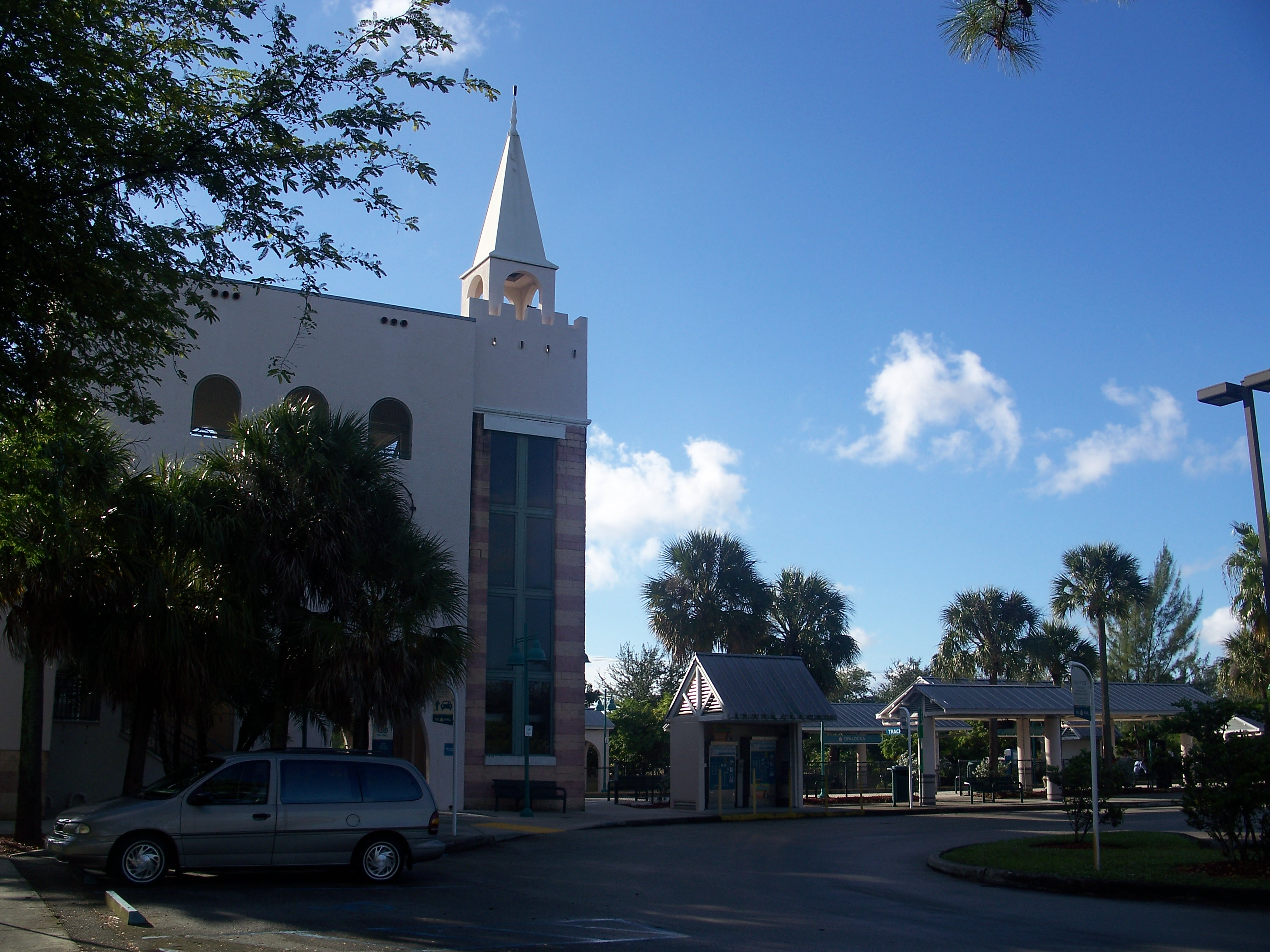
從停車場展望
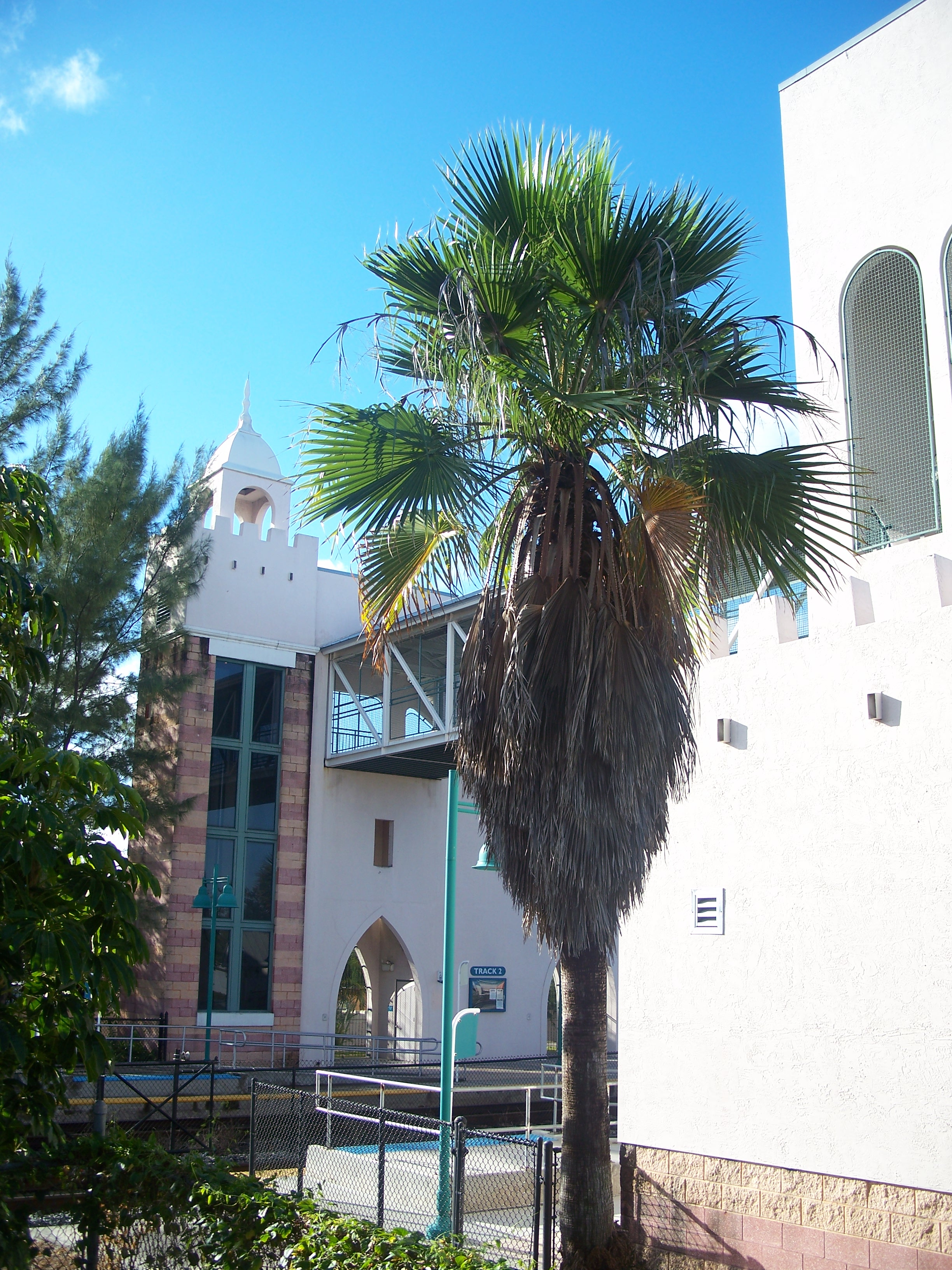
行人天橋的景觀
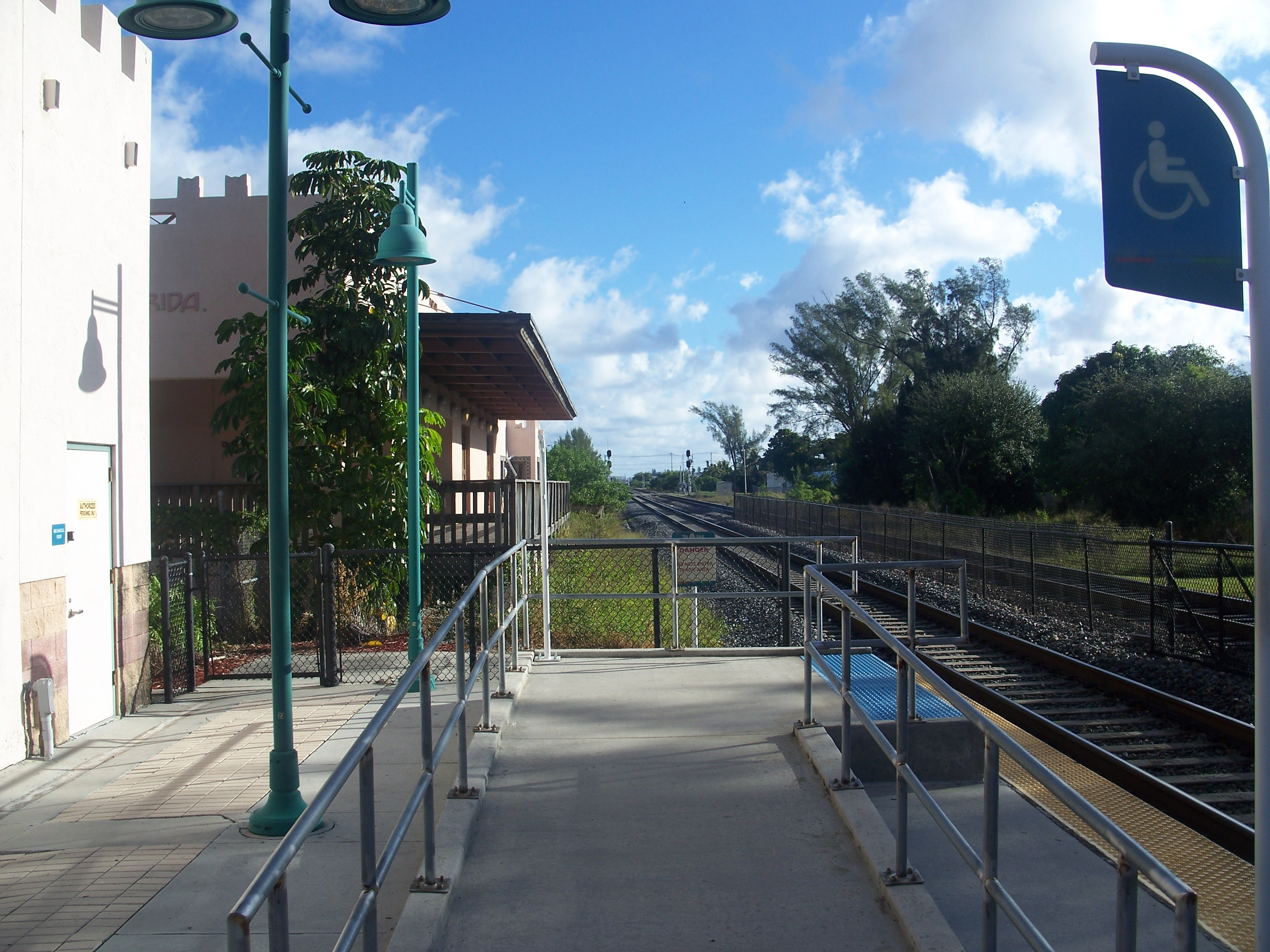
舊海岸空中綫鐵路站的景觀
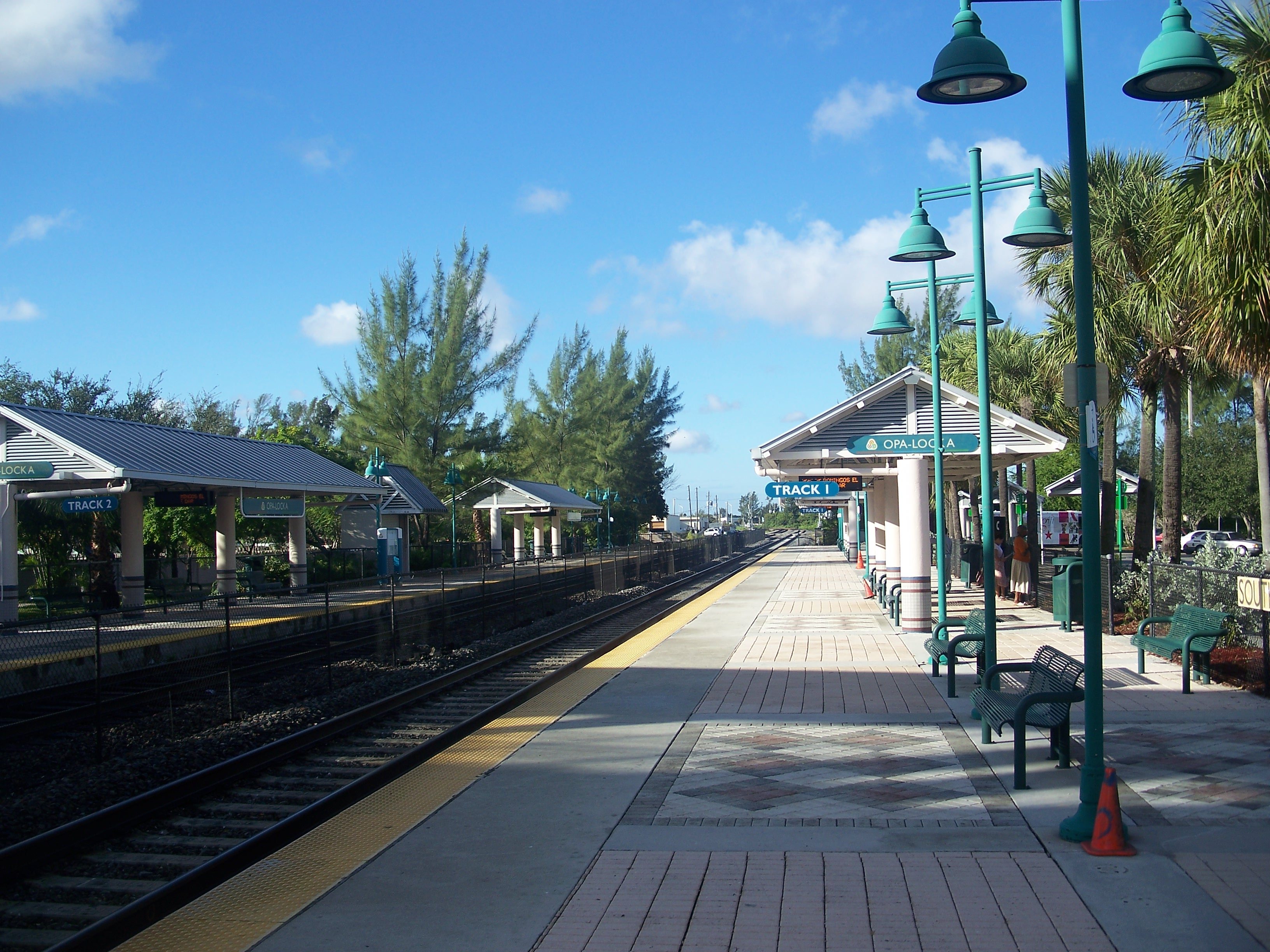
三鐵路月台的景觀

## 外部連結
维基共享资源上的相關多媒體資源：奧帕洛卡站
- South Florida Regional Transportation Authority - Opa-locka station
- Station from Google Maps Street View （页面存档备份，存于）